# Guided by Voices
A Guided by Voices (szó szerinti jelentése: Hangok által irányítva) amerikai indie rock/lo-fi együttes. 1983-ban alakultak meg az ohiói Daytonban. Kétszer is feloszlottak már, 2016-ban újjáalakultak. Zenéjükre a garázsrock, pszichedelikus rock, punk-rock és post-punk műfajok hatottak. Alien Lanes című albumuk szerepel az 1001 lemez, amelyet hallanod kell, mielőtt meghalsz című könyvben. Dalaikra jellemző a humor, illetve a változatos időtartamok is.

## Tagok
- Robert Pollard – ének, gitár
- Doug Gillard – ének, gitár
- Kevin March – dob, ének
- Bobby Bare Jr. – gitár, ének
- Mark Shue – basszusgitár, ének

## Diszkográfia
- Devil Between My Toes (1987)
- Sandbox (1987)
- Self-Inflicted Aerial Nostalgia (1989)
- Same Place the Fly Got Smashed (1990)
- Propeller (1992)
- Vampire on Titus (1993)
- Bee Thousand (1994)
- Alien Lanes (1995)
- Under the Bushes Under the Stars (1996)
- Tonics & Twisted Chasers (1996)
- Mag Earwig! (1997)
- Do the Collapse (1999)
- Isolation Drills (2001)
- Universal Truths and Cycles (2002)
- Earthquake Glue (2003)
- Half Smiles for the Decomposed (2004)
- Let's Go Eat a Factory (2012)
- Class Clown Spots a UFO (2012)
- The Bears for Lunch (2012)
- English Little League (2013)
- Motivational Jumpsuit (2014)
- Cool Planet (2014)
- Please Be Honest (2016)
- August by Cake (2017)
- How Do You Spell Heaven (2017)
- Space Gun (2018)
- Zeppelin Over China (2019)
- Warp and Woof (2019)
- Sweating the Plague (2019)
- Surrender Your Poppy Fields (2020)[1]
- Mirrored Aztec (2020)[2]
- Styles We Paid For (2020)[3]
- Earth Man Blues (2021)
- It’s Not Them. It Couldn’t Be Them. It Is Them! (2021)
- Crystal Nuns Cathedral (2022)[4]
- Tremblers and Goggles by Rank (2022)
- La La Land (2023)
- Welshpool Frillies (2023)
- Nowhere to Go but Up (2023)
- Strut of Kings (2024)
- Universe Room (2025)